# Горчуха
Горчу́ха — посёлок в Макарьевском районе Костромской области России. Административный центр Горчухинского сельского поселения.

## География
Посёлок расположен на левом берегу реки Унжи, в 40 км к северо-востоку от районного центра Макарьева и в 210 км к северо-востоку от Костромы.
Климат умеренно-континентальный с умеренно холодной зимой и тёплым летом.

## История
Основан в конце XIX века по решению Лесного департамента как поселение при Спасо-Красногорской низшей лесной школе. Школа готовила специалистов лесного хозяйства для Костромской губернии.
В советское время, в связи с развитием лесозаготовок и лесосплава, Горчуха получила новый импульс развития. В 1956 году началось строительство крупного посёлка для работников лесной промышленности. Посёлок создавался как образцово-показательный лесной посёлок с развитой социальной инфраструктурой и высоким уровнем благоустройства.
В 1960 году Горчуха получила статус посёлка городского типа (рабочего посёлка). В этот период посёлок активно развивался, были построены жилые дома, объекты социальной инфраструктуры. В советское время Горчуха была известна не только своими трудовыми достижениями в лесной промышленности, но и высоким уровнем жизни и благоустройства, привлекая работников лесной отрасли из разных регионов страны для обмена опытом в организации быта лесозаготовителей
В 1992 году Горчуха утратила статус посёлка городского типа и стала сельским населённым пунктом — посёлком. Это было связано с общим экономическим спадом и сокращением объёмов лесозаготовок.
Основной отраслью хозяйства посёлка в советское и постсоветское время являлась заготовка и первичная обработка древесины. В советское время в посёлке также действовала швейная мастерская, где производили головные уборы из осиновой стружки, пользовавшиеся спросом в южных регионах страны В настоящее время лесозаготовка остаётся важным, но не единственным видом деятельности для жителей посёлка.
Важным событием в истории посёлка стало открытие автомобильного моста через Унжу. До 2016 года постоянного моста не существовало, летом действовала паромная переправа, зимой — ледовая переправа. В межсезонье посёлок оказывался отрезанным от «большой земли». 20 августа 2016 года состоялось торжественное открытие моста. Деревянный мост длиной 224 метра и шириной 4,5 метра был построен всего за месяц силами 462-го отдельного мостового батальона Западного военного округа при поддержке Министерства обороны РФ и губернатора Костромской области Сергея Ситникова. На открытии моста выступил Дважды Краснознамённый Академический ансамбль песни и пляски Российской Армии имени А. В. Александрова. Открытие моста стало важным шагом в развитии транспортной инфраструктуры и улучшении жизни жителей посёлка и всего района.
В посёлке действует Горчухинская сельская библиотека, основанная в 1951 году и являющаяся важным культурным центром для жителей.

## Население
| 2008 | 2010  | 2014 | 2024 |
| ---- | ----- | ---- | ---- |
| 1221 | ↘1166 | ↘995 | ↘907 |

| Год переписи          | 1970 | 1979 | 1989 | 2002 | 2010 |
| --------------------- | ---- | ---- | ---- | ---- | ---- |
| Численность населения | 2708 | 2321 | 2192 | 1675 | 1450 |

По данным переписи населения 2002 года, в посёлке проживало 1675 человек, из которых 96 % составляли русские.
Согласно последним данным на 2010 год, численность населения составила 1450 человек. За период с 1970 по 2010 год наблюдается устойчивая тенденция к снижению численности населения посёлка.

## Инфраструктура и социальная сфера
В советское время посёлок Горчуха отличался развитой социальной инфраструктурой, включавшей в себя, помимо прочего:
- Жилой фонд: благоустроенные многоквартирные дома с городскими удобствами.
- Медицинские учреждения: районная больница и санаторий-профилакторий для работников лесной промышленности.
- Образование:

```
   * 
Горчухинская средняя общеобразовательная школа
, имеющая богатую историю и традиции
[
10
]
.  Основана в августе 1951 года как семилетняя школа, в 1961 году получила статус средней школы
[
10
]
. Первым директором была Н.А. Калинина
[
10
]
.  Новое здание школы было построено в 1961 году
[
10
]
.  За 55 лет существования школа выпустила 36 медалистов, первой золотой медалисткой стала А.М. Постникова в 1964 году
[
10
]
.  Среди выпускников школы есть педагоги, вернувшиеся работать в родные места, в том числе восемь учителей, работающих в Горчухинской средней школе на момент 2000-х годов
[
10
]
.  В школе сложились педагогические династии
[
10
]
.
   * Детская музыкальная школа.
```

- Учреждения культуры и досуга: дом культуры, библиотека, спортивный зал.
- Бытовые услуги и торговля: дом быта, магазины, столовая.

В настоящее время в посёлке Горчуха функционируют:
```
Средняя общеобразовательная школа
;
Детский сад;
Дом культуры;

Библиотека
;
Фельдшерско-акушерский пункт;
Отделение почтовой связи;
Мост через реку Унжу, обеспечивающий круглогодичную транспортную доступность.
```

Действует несколько магазинов, предприятия лесопромышленного комплекса.

## Транспорт
Посёлок связан автомобильной дорогой с районным центром Макарьев. Через посёлок проходит автомобильная дорога, ведущая к мосту через Унжу, обеспечивающему круглогодичную связь с другими населёнными пунктами Макарьевского района и Костромской областью. Регулярное автобусное сообщение с Макарьевом и Костромой.

## Культура
Горчухинская сельская библиотека — основана в августе 1951 года. Библиотечный фонд насчитывает 9 374 экземпляра. Библиотека обслуживает около 400 читателей в год, количество посещений составляет около 12 000. При библиотеке действуют 4 творческих кружка. Библиотека активно сотрудничает с образовательными учреждениями, ветеранскими организациями и другими учреждениями посёлка.
В советское время в посёлке активно развивалось культурная жизнь, действовали самодеятельные творческие коллективы, включая, по данным киножурнала «Панорама» № 4, 1985 г., вокально-хореографический ансамбль